# Janus Kuiper

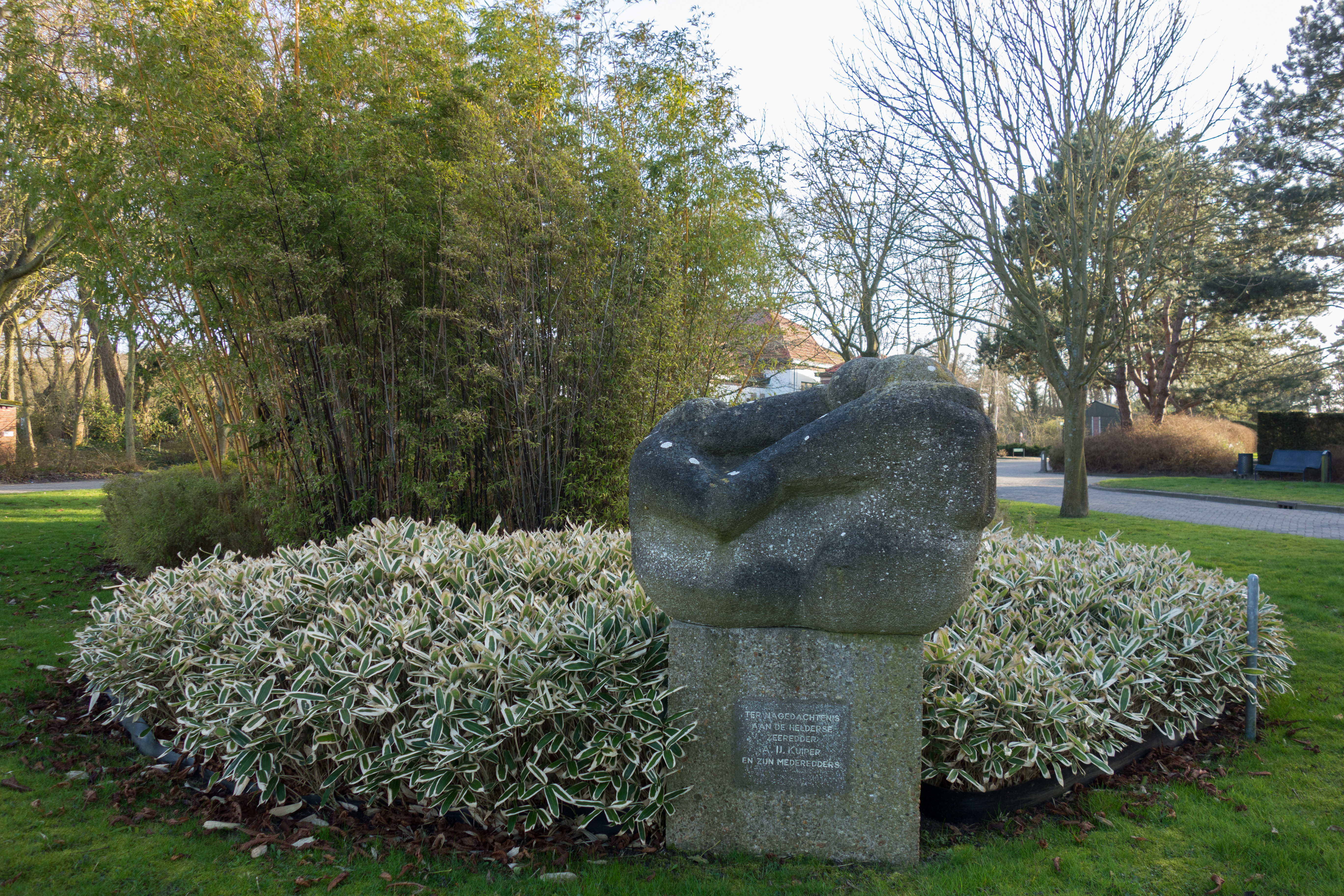
Monument ter nagedachtenis aan de Helderse zeeredder A.IJ. Kuiper en zijn mederedders bij de ingang van de Algemene begraafplaats Den Helder.

Adrianus IJsbrand (Janus) Kuiper (Helder, 11 mei 1856 – Den Helder, 29 oktober 1951) was een Nederlandse zeeredder. Janus werd geboren in Helder. Nadat zijn vader Jan in 1865 op zee was verdronken trouwde zijn moeder in 1870 met de later bekend geworden zeeredder Dorus Rijkers.
Janus verrichtte reddingen van zijn 17e tot zijn 68e levensjaar. Hiervan was hij 28 jaar lang schipper van een roeireddingsvlet van de Noord- en Zuid-Hollandsche Redding-Maatschappij. Hij ontving 60 gulden per jaar om de boot en het boothuis te onderhouden. Volgens een krantenbericht in 1925 redde hij 296 mensenlevens, andere bronnen spreken over meer dan 400. Een van de bekendste reddingen waaraan hij deelnam was die van de opvarenden van de Renown in 1887.
Na zijn werk bij de NZHRM ontving hij 120 gulden pensioen per jaar, dit werd in 1925 verhoogd naar 240 gulden. Ook ontving hij een gratificatie van 150 gulden per jaar uit het Helden der Zeefonds. In de buurt Oud-Den Helder, op de plek van het in de oorlog verwoeste 'ouwe Helder', werd na de oorlog een straat naar hem vernoemd. Op 93-jarige leeftijd bracht hij een bezoek aan deze wederopbouwwijk.

## Reddingsacties (selectie)
1882 − Schotse ss Strathmore

1887 − Duitse bark Renown

1907 − Engelse ss Turbo

1908 − Engelse ss Volta

1908 − Italiaanse schoener Roma

1911 − Engelse ss City of Cologne

1922 − Engelse schoener Alford

## Onderscheidingen
Hieronder volgen de onderscheidingen die Janus ontving, met daarbij tussen haakjes eventueel de uitreikende partij, het jaartal van uitreiking en de reddingsactie.
- Bronzen Eerepenning voor Menschlievend Hulpbetoon (Willem III der Nederlanden, 1888, Renown)(Hij ontving ook een gratificatie van de Duitse keizer.[13] De erepenning die Janus in 1888 ontving was een legpenning, later is er een draagpenning van gemaakt. Vanaf 1897 werd de onderscheiding officieel een draagpenning en konden eerder gedecoreerden op eigen kosten een draagpenning aanschaffen.[14] Deze nieuwe versie, met portret van Wilhelmina der Nederlanden, heeft Janus ook gedragen.)
- Bronzen medaille der NZHRM (1888, Renown)[15]
- Bronzen medaille van de Maatschappij tot Nut van 't Algemeen[7]
- Zilveren medaille der NZHRM (1908, Turbo)[8]
- Zilveren reddingmedaille van Italië (Italiaans: Medaglia d'argento al valor di marina)(Victor Emanuel III van Italië, 1911, Roma)[16]
- Zilveren Eerepenning voor Menschlievend Hulpbetoon (Wilhelmina der Nederlanden, 1922, Alford)[17]
- Gouden eremedaille verbonden aan de Orde van Oranje Nassau (Wilhelmina der Nederlanden, 1924, geschonken bij 100-jarig bestaan NZHRM)[18]
- Broeder van de Orde van de Nederlandse Leeuw (Wilhelmina der Nederlanden, 1939)[19]